# بدربان
بدربان نام روستایی است در استان کرمانشاه از توابع شهرستان صحنه و دهستان هجر.بدربان بزرگترین روستای منطقه چم چمال است
روستایی با طبیعتی بکر در فصل بهار،دارای چشمه آب فراوان

## مردم
تعداد ساکنین بدربان ۸۰۰ نفر هستند. ۴۰۰ مرد و ۴۰۰ زن. همچین نیمی از مردان و نیمی از زنان با سواد هستند.
مردم این روستا مسلمان شیعه مذهب هستند. مردم بدربان از ایل زنگنه هستند و به زبان کردی سخن می‌گویند. بدربان دارای ۱۰۸ خانوار می‌باشد.

## قدمت
پیکان‌های قدیمی وتکه‌های شکسته کوزه و وجود تپه‌های تاریخی با قدمت بسیار بالانظیر:تپه مسی در جنوب. تپه سراب بدربان در شمال شرق وتپه بدربان در غرب؛ که تمامی این تپه‌ها ثبت آثار ملی نیز گردیده وبا دیگرتحقیق‌های گسترده در غرب ایران قدمت این روستا بیش از ۴۵۰۰ سال ارزیابی شده‌است و همین موضوع می‌تواند این روستا را در زمره یکی از قدیمی‌ترین سکونت گاه‌های انسان قرار دهد.

## آثار تاریخی
- تپه سراب بدربان:این تپه مربوط به دوران پیش از تاریخ ایران باستان - است و در شهرستان صحنه، بخش مرکزی، روستای بدربان واقع شده و این اثر در تاریخ ۱۸ خرداد ۱۳۸۴ با شمارهٔ ثبت ۱۱۸۵۱ به‌عنوان یکی از آثار ملی ایران به ثبت رسیده‌است.
- تپه موسی بدربان:این تپه مربوط به عصر مس و سنگ - عصر برنز است و در شهرستان صحنه، بخش مرکزی، روستای بدربان واقع شده و این اثر در تاریخ ۱۸ خرداد ۱۳۸۴ با شمارهٔ ثبت ۱۱۸۲۳ به‌عنوان یکی از آثار ملی ایران به ثبت رسیده‌است.
- تپه بدربان:این تپه مربوط به دوران پیش از تاریخ ایران باستان تا دوران‌های تاریخی پس از اسلام است و در استان کرمانشاه شهرستان صحنه، بخش صحنه، روستای بدربان واقع شده و این اثر در تاریخ ۷ مهر ۱۳۸۱ با شمارهٔ ثبت ۶۴۵۲ به‌عنوان یکی از آثار ملی ایران به ثبت رسیده‌است.
- سراب بدربان:این سراب یکی از سراب‌های پرآب ایران می‌باشد که از قدمت بسیار بالایی برخوردار می‌باشد و طبق گفته محققین وکارشناسان باستان‌شناس قدمت این سراب به زمانی بسیار بیشتر از ۵۵۰۰ سال می‌رسد زیرا که شواهد موجود مربوط به سکونت در روستای بدربان که در سمت جنوب این سراب می‌باشد بیش از ۵۵۰۰سال توسط کارشاسان باستان‌شناس تخمین زده شده‌است. ویکی از چشمه‌های پرآب می‌باشد. آب این سراب از زیر کوه هجربیرون می‌زند؛ و چندین بار نیز غارنوردان سعی نموده اندکه دهانه ورودی این سراب را باز نموده یا از یک غار که در بالای کوه هجر می‌باشد وارد شوندزیرا بنابه گفته‌های مردم منطقه وکارشناسان بارها هنگام تغیان این سراب تعداد زیادی ماهی ازآن بیرون زده‌اند وطبق نظر کارشناسان زمین‌شناسی وباستان‌شناس یک دریاچه در زیر بستر کوه هجر می‌باشد این ماهی‌ها در آنجا پرور ش می‌یابند. ومقداری از آب این سراب برای آبیاری اراضی پایین دست رودخانه استفاده شده و بیشتر آن به رود گاماسیاب می ریزدکه پس از طی مسیرطولانی به رودخانه کرخه و سپس کارون و در نهایت وارد خلیج فارس شده و در آب‌های آزاد بین اللمللی قرار می‌گیرد.